# Til rotterne, til kragerne, til hundene
Til rotterne, til kragerne, til hundene er det tredje studiealbum fra den danske singer-songwriter Peter Sommer, der blev udgivet den 6. oktober 2008. Forud for albummet udkom de to digitale EP'er Til rotterne (den 31. januar 2008) og Til kragerne (5. juni 2008).

## Spor
| #   | Titel                                     | Tekst                      | Musik                              | Længde |
| --- | ----------------------------------------- | -------------------------- | ---------------------------------- | ------ |
| 1.  | "Til rotterne, til kragerne, til hundene" | Peter Sommer               | Peter Sommer                       | 2:53   |
| 2.  | "Rødt kort"                               | Sommer                     | Sommer                             | 3:38   |
| 3.  | "Hærværk"                                 | Sommer                     | Sommer                             | 2:34   |
| 4.  | "Vi falder først den dag vi kigger ned"   | Sommer                     | Sommer                             | 2:45   |
| 5.  | "Hvad sker der i dit hoved"               | Sommer                     | Sommer, Steen Holbek, Palle Hjorth | 3:15   |
| 6.  | "Himmelflugt"                             | Sommer                     | Sommer                             | 6:27   |
| 7.  | "7.777.777"                               | Sommer                     | Sommer                             | 5:26   |
| 8.  | "To bække små"                            | Sommer                     | Sommer                             | 5:44   |
| 9.  | "Sandhed nr. 502"                         | Sommer                     | Sommer                             | 4:01   |
| 10. | "Jalousi (Igen!)"                         | Bo "Ark" Rasmussen, Sommer | Sommer                             | 4:33   |
| 11. | "Chancetur"                               | Sommer                     | Sommer                             | 4:50   |

## EP'er

### Til rotterne
| #  | Titel                                     | Længde |
| -- | ----------------------------------------- | ------ |
| 1. | "Rødt kort"                               | 3:37   |
| 2. | "To bække små"                            | 5:46   |
| 3. | "Tavs hvor andre skriger"                 | 3:46   |
| 4. | "7.777.777 løste problemer"               | 5:29   |
| 5. | "Til rotterne, til kragerne, til hundene" | 3:39   |

### Til kragerne
| #  | Titel                               | Længde |
| -- | ----------------------------------- | ------ |
| 1. | "Sandhed nr. 502"                   | 4:03   |
| 2. | "Jalousi"                           | 3:49   |
| 3. | "Hvad sker der i dit hoved"         | 3:21   |
| 4. | "Himmelflugt"                       | 6:27   |
| 5. | "Sandhed nr. 502" (DJ Static remix) | 3:48   |

## Medvirkende
| - Indspillet i Lundgaard Studios, Vejen, og Feedback Studio, Viby J. - Mastering i AudioPlanet, København - Peter Sommer – vokal, akustisk guitar, producer - Søren Zahle Schou – elektrisk og akustisk guitar, kor - Palle Hjorth – klaver, hammond, synthesizer, trædeorgel, mellotron, kor - Søren Bigum – elektrisk og akustisk guitar, percussion, kor - Henrik Poulsen – bas, kor - Søren Poulsen – trommer, percussion, kor | - Henrik Lynbech – klaver, programmering, synthesizer, kor - Henrik Balling – klaver, programmering, elektrisk og akustisk guitar, producer, mix (spor 7, 11) - Thomas Blachman – trommer (spor 6) - Carsten Heller – mix (spor 1, 2, 3, 8, 9, 10) - Steffen Breum – mix (spor 6) - Frederik Thaae – mix (spor 4) - Kristian Thomsen – mix (spor 4) - Thomas Alstrup – tekniker, mix (spor 5) - Magnus Vad – tekniker - Jan Eliasson – mastering |

## Hitlisteplacering

### Ugentlige hitlister
| Hitliste (2008) | Højeste placering |
| --------------- | ----------------- |
| Danmark         | 6                 |